# Толбот, Джордж, 9-й граф Шрусбери
Джордж Толбот (19 декабря 1566 — 2 апреля 1630) — английский дворянин, 9-й граф Шрусбери, 9-й граф Уотерфорд и 9-й лорд высший стюард Ирландии (1617—1630).

## Биография
Старший сын сэра Джона Толбота из Графтона (1545—1611), и Кэтрин Петре, дочери сэра Уильяма Петре (1505—1572) и Энн Браун (1509—1582). Внук Джона Толбота из Олбрайтона и Графтона (ум. 1555), правнук сэра Джона Толбота (ок. 1485—1549), сына Гилберта Толбота (1452—1517/1518) и внука Джона Толбота, 2-го графа Шрусбери (ок. 1417—1460).
Джордж Толбот получил образование за границей, в Амьене (Франция) и Риме. Был рукоположен в сан священника римско-католической церкви. Он служил при дворе Максимилиана I, курфюрста Баварского, в Мюнхене.
В феврале 1617 года после смерти Эдварда Толбота, 8-го графа Шрусбери (1561—1617), не оставившего после себя детей, Джордж Толбот, как его ближайший родственник мужского пола, унаследовал титулы 9-го графа Шрусбери, 9-го графа Уотерфорда и 9-го лорда верховного стюарда Ирландии.
В 1618 году курфюрст Максимилиан Баварский успешно ходатайствовал перед королем Англии Яковом I Стюартом, убедив его разрешить Джорджу Толботу вступить в права наследования родовых титулов и владений в Англии.
Джордж Толбот считается анонимным английским дворянином, который в 1612 года пожертвовал денежные средства для строительства иезуитского колледжа в Лёвене.
Граф Шрусбери, который был католическим священником, никогда не был женат. Он скончался 2 апреля 1630 года в возрасте 63 лет. Он был похоронен в родовой усыпальнице в приходской церкви в Олбрайтоне (рядом с Вулверхэмптоном) в графстве Шропшир.
Ему наследовал его племянник, Джон Толбот, 10-й граф Шрусбери (1601—1654), сын его брата Джона Толбота из Лонгфорда (ум. 1607), и Элеоноры Баскервиль.